# Schleierschnecke

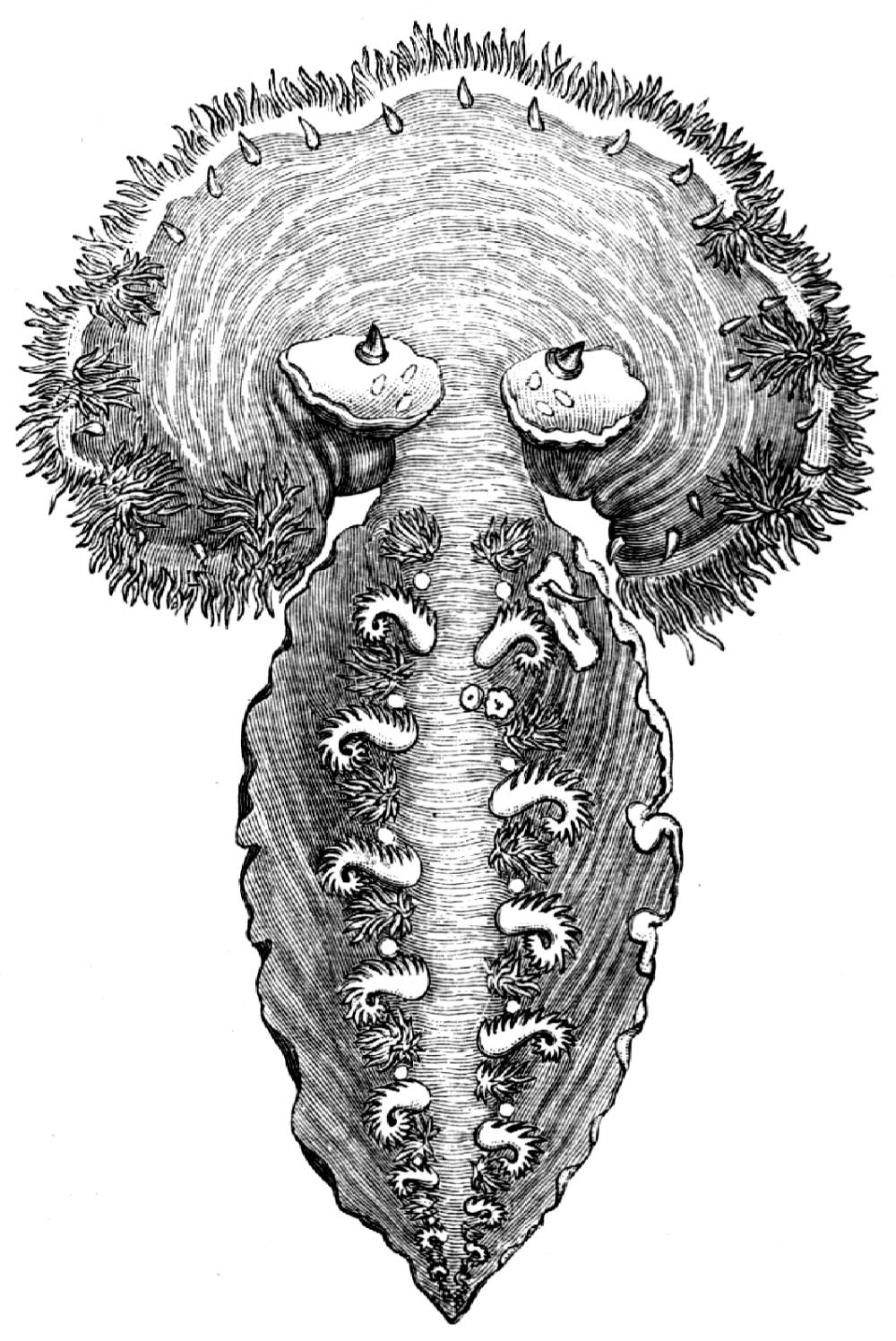
Tethys fimbria aus Brehms Thierleben

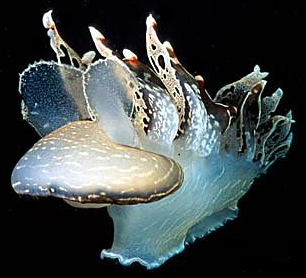
Tethys fimbria beim Schwimmen

Die Schleierschnecke (Tethys fimbria) ist eine große gehäuselose Schnecke des Mittelmeers aus der Unterordnung der Nacktkiemer, die sich schwimmend in Bodennähe fortbewegt und sich von Krebsen ernährt. 

## Merkmale
Die Schleierschnecke kann 30 cm lang werden. Ihr Körper ist stark abgeflacht und hat am Kopf einen ausgedehnten trichterförmigen Schleier (Velum), der am Rand mit zahlreichen Sinnespapillen besetzt ist. Der Kopf trägt keine Fühler, und die Rhinophoren sind klein und kegelförmig. Die Schnecke hat weder Kiefer noch Radula. Der Rücken trägt zwei Reihen einfacher blattförmiger Fortsätze, die leicht abfallen (Autotomie) und sich dann noch eine Weile bewegen. So können sie Feinde ablenken. Neben jedem Fortsatz am Rücken befinden sich Kiemen. Die Schnecke ist durchscheinend und hat auf den Rückenfortsätzen sowie manchmal am Rand des Fußes und des Schleiers schwarze Flecken.

## Verbreitung und Lebensweise
Die Schleierschnecke lebt im Mittelmeer und an der afrikanischen und europäischen Küste des Atlantischen Ozeans von Portugal bis zum Golf von Guinea.
Ruhend bevorzugt die Schleierschnecke sandiges oder schlammiges Substrat in Tiefen von 20 bis 150 Metern. Sie bewegt sich frei schwimmend fort.
Die Schleierschnecke ernährt sich von kleinen Krebsen, die sie mit ihrem Schleier einfängt.

## Geschichte der Systematik
Carl von Linné beschrieb 1758 in der 10. Auflage seines Systema Naturae eine Gattung Tethys mit den beiden Arten Tethys limacina und Tethys leporina. Während er für die erste Art keine Quellen aufführt, nennt er für die zweite Art als erste Quelle Guilelmus Rondeletius, in dessen Werk Libri de Piscibus Marinis von 1554 auf einem Bild ein Seehase, offensichtlich der Art Aplysia fasciata abgebildet ist. In der 12. Auflage des Systema Naturae folgt 1767 eine gänzlich andere Beschreibung für denselben Gattungsnamen, wobei diesmal die Artnamen Tethys leporina und Tethys fimbria aufgeführt werden. Linnaeus bezieht sich hier auf die 1761 von Johann Baptist Bohadsch abgebildete Fimbria und weitere Quellen, durch die beide beschriebenen Arten als Schleierschnecke identifizierbar sind, während das Bild von Rondeletius nunmehr die Gattung Laplysia beschreibt, an vorheriger Stelle im selben Werk Aplysia genannt. Linnés Beschreibungen von 1767 bildeten die Grundlage für die spätere und bis heute gültige Verwendung der Gattungsnamen Tethys und Aplysia, obwohl es auch Vorschläge gegeben hat, sich an die Erstveröffentlichung zu halten. Der Name Tethys limacina lässt sich jedoch zu keiner Tierart eindeutig zuordnen und ist somit ein zweifelhafter Name. 1954 wurden von der Internationalen Kommission für Zoologische Nomenklatur Linnés Beschreibungen von 1767 als gültig festgelegt, obwohl die dem widersprechenden Beschreibungen von 1758 älter sind. Somit blieben die eingebürgerten wissenschaftlichen Namen erhalten. Für die Schleierschnecke ist Tethys fimbria der gültige Name und Tethys leporina ein Synonym. 1981 ist der Name der Familie auf Tethydidae (mit d) festgelegt worden, um sie von den Schwämmen der Familie Tethyidae (Typusgattung Tethya) zu unterscheiden, während der Gattungsname der Seescheiden Tethyus nunmehr ungültig ist.